# Dictyonella
Genre
Synonymes
- Perisinella Topsent, 1928
- Phacanthina Vosmaer, 1912
- Stylotella (Perisinella) Topsent, 1928

Dictyonella est un genre d'éponges de la famille Dictyonellidae. Les espèces de ce genre sont marines.

## Liste d'espèces
Selon World Register of Marine Species (19 mai 2016) :
- Dictyonella alonsoi Carballo, Uriz & Garcia-Gomez, 1996
- Dictyonella arenosa (Rützler, 1981)
- Dictyonella chlorophyllacea Alvarez & Hooper, 2010
- Dictyonella conglomerata (Dendy, 1922)
- Dictyonella foliaformis Lehnert & van Soest, 1996
- Dictyonella funicularis (Rützler, 1981)
- Dictyonella hirta (Topsent, 1889)
- Dictyonella incisa (Schmidt, 1880)
- Dictyonella madeirensis (Topsent, 1928)
- Dictyonella marsilii (Topsent, 1893)
- Dictyonella obtusa (Schmidt, 1862)
- Dictyonella pelligera (Schmidt, 1864)